# Tomislav Gomelt
Tomislav Gomelt (Sisak, 7 gennaio 1995) è un calciatore croato, centrocampista del Segesta.

## Carriera

### Club
Dopo aver giocato nelle giovanili del Segesta dal 2007 al 2011 milita nel settore giovanile del NK Zagabria, per poi trasferirsi in quelle del Tottenham, dove rimane fino al gennaio del 2013, quando viene ceduto in prestito agli spagnoli dell'Espanyol, che lo aggregano alla loro squadra riserve. Tornato per fine prestito al Tottenham, viene nuovamente ceduto in prestito: nel corso della stagione 2013-2014 milita infatti nei belgi dell'Anversa, con la cui maglia disputa 3 partite nella seconda serie belga. Per la stagione 2014-2015 viene invece ceduto in prestito al Bari, con cui oltre a giocare alcune partite nel Campionato Primavera gioca in tutto 6 incontri nel campionato di Serie B. A fine anno viene acquistato a titolo definitivo dal Bari, che successivamente lo cede in prestito al Cluj, formazione della massima serie rumena, con la quale Gomelt trascorre la stagione 2015-2016 giocando in totale 32 partite (25 in campionato, una in Coppa di Lega e 6 in Coppa di Romania, competizione che viene vinta dalla sua squadra). Terminato il prestito fa ritorno al Bari, con cui nella stagione 2016-2017 gioca una partita in Coppa Italia per poi essere nuovamente ceduto in prestito al Cluj.
Il 21 gennaio 2019 il Crotone lo acquista a titolo definitivo dalla Dinamo Bucarest: col club pitagorico firma fino al giugno del 2021. Dopo un anno e mezzo in cui non trova molto spazio ottiene la promozione con i calabresi, segnando il suo unico gol stagionale il 27 luglio 2020 nel successo per 1-0 contro il Frosinone. Debutta in massima serie il 20 settembre seguente negli ultimi minuti di Genoa-Crotone 4-1. Gioca un'altra partita prima di non essere inserito nelle liste, indi per cui il 18 gennaio 2021 viene ceduto all'ADO Den Haag. Nel 2022 va a giocare nella prima divisione lituana al Sūduva.

### Nazionale
Nel 2012 ha giocato 3 partite con la nazionale croata Under-19.

## Statistiche

### Presenze e reti nei club
Statistiche aggiornate al 13 novembre 2022.
| Stagione        | Squadra         | Campionato      | Campionato | Campionato | Coppe nazionali | Coppe nazionali | Coppe nazionali | Coppe continentali | Coppe continentali | Coppe continentali | Altre coppe | Altre coppe | Altre coppe | Totale | Totale |
| Stagione        | Squadra         | Comp            | Pres       | Reti       | Comp            | Pres            | Reti            | Comp               | Pres               | Reti               | Comp        | Pres        | Reti        | Pres   | Reti   |
| --------------- | --------------- | --------------- | ---------- | ---------- | --------------- | --------------- | --------------- | ------------------ | ------------------ | ------------------ | ----------- | ----------- | ----------- | ------ | ------ |
| gen.-giu. 2013  | Espanyol B      | SDB             | 4          | 1          | -               | -               | -               | -                  | -                  | -                  | -           | -           | -           | 4      | 1      |
| 2013-2014       | Anversa         | D2              | 3          | 0          | CB              | 0               | 0               | -                  | -                  | -                  | -           | -           | -           | 3      | 0      |
| 2014-2015       | Bari            | B               | 6          | 0          | CI              | -               | -               | -                  | -                  | -                  | -           | -           | -           | 6      | 0      |
| set. 2015       | Bari            | B               | 0          | 0          | CI              | 1               | 0               | -                  | -                  | -                  | -           | -           | -           | 1      | 0      |
| set. 2015-2016  | CFR Cluj        | L1              | 14+11      | 0          | CR+CdL          | 5+1             | 0               | -                  | -                  | -                  | -           | -           | -           | 31     | 0      |
| set. 2016       | Bari            | B               | 0          | 0          | CI              | 1               | 0               | -                  | -                  | -                  | -           | -           | -           | 1      | 0      |
| Totale Bari     | Totale Bari     | Totale Bari     | 6          | 0          |                 | 2               | 0               |                    | -                  | -                  |             | -           | -           | 8      | 0      |
| set. 2016-2017  | CFR Cluj        | L1              | 11+8       | 1+1        | CR+CdL          | 3+0             | 0               | -                  | -                  | -                  | SR          | -           | -           | 22     | 2      |
| Totale CFR Cluj | Totale CFR Cluj | Totale CFR Cluj | 25+19      | 1+1        |                 | 9               | 0               |                    | -                  | -                  |             | -           | -           | 53     | 2      |
| 2017-gen. 2018  | Rijeka          | 1. HNL          | 0          | 0          | CC              | 0               | 0               | UEL                | 0                  | 0                  | -           | -           | -           | 0      | 0      |
| gen.-giu. 2018  | Lorca           | SD              | 14         | 0          | CR              | -               | -               | -                  | -                  | -                  | -           | -           | -           | 14     | 0      |
| 2018-gen. 2019  | Dinamo Bucarest | L1              | 12         | 0          | CR              | 1               | 0               | -                  | -                  | -                  | -           | -           | -           | 13     | 0      |
| gen.-giu. 2019  | Crotone         | B               | 3          | 0          | CI              | -               | -               | -                  | -                  | -                  | -           | -           | -           | 3      | 0      |
| 2019-2020       | Crotone         | B               | 17         | 1          | CI              | 1               | 0               | -                  | -                  | -                  | -           | -           | -           | 18     | 1      |
| 2020-gen. 2021  | Crotone         | A               | 2          | 0          | CI              | 0               | 0               | -                  | -                  | -                  | -           | -           | -           | 2      | 0      |
| Totale Crotone  | Totale Crotone  | Totale Crotone  | 22         | 1          |                 | 1               | 0               |                    | -                  | -                  |             | -           | -           | 23     | 1      |
| gen.-giu. 2021  | ADO Den Haag    | ED              | 10         | 1          | CO              | -               | -               | -                  | -                  | -                  | -           | -           | -           | 10     | 1      |
| 2022            | Sūduva          | A               | 8          | 0          | CL              | 0               | 0               | UECL               | 0                  | 0                  | SL          | 1           | 0           | 9      | 0      |
| Totale carriera | Totale carriera | Totale carriera | 123        | 5          |                 | 13              | 0               |                    | 0                  | 0                  |             | 1           | 0           | 137    | 5      |

## Palmarès

### Club

#### Competizioni nazionali
- Coppa di Romania: 1

Cluj: 2015-2016
- Supercoppa di Lituania: 1

Suduva: 2022